# Meglena Kunevová
Meglena Štilijanova Kunevová (bulharsky Меглена Щилиянова Кунева, Meglena Štilijanova Kuneva; * 22. června 1957, Sofie) je bulharská a evropská politička, bývalá členka Evropské komise (EK), kde zodpovídala za oblast ochrany spotřebitelů.
V roce 1981 vystudovala práva na Sofijské univerzitě. V červnu 2001 byla zvolena poslankyní bulharského parlamentu, stala se náměstkyní ministra zahraničních věcí a hlavní bulharskou vyjednavačkou o vstupu země do Evropské unie. V květnu 2002 se stala první ministryní pro evropské záležitosti.
Od 1. ledna 2007 se stala první bulharskou členkou EK (v týmu José Barrosa).

## Vyznamenání
- velkokříž Řádu prince Jindřicha – Portugalsko, 7. října 2002[1]